# Борщівка (Почаївська міська громада)
Борщі́вка — село в Україні, у Почаївській міській громаді Кременецького району Тернопільської області. Розташоване на річці Іква, на півдні району. Населення становить — 222 особи (2001). До 2020 орган місцевого самоврядування — Лосятинська сільська рада.

## Історія
Біля Борщівки виявлено пам'ятки доби бронзи та давньоруське городище.
Перша писемна згадка — 1725.
На 1936 рік село входило до ґміни Почаїв Кременецького повіту. 
5 липня 1943 біля цього села стався бій між радянським партизанським з'єднанням Сидора Ковпака та партизанським загоном ОУН-Мельниківців (курінь Микола Недзвецького-«Хрона»). Він закінчився тим що, відбулися переговори та припинення вогню. Мельниківці дали ковпаківцям 4 мішки борошна, мішок крупи, мішок цукру та ящик сірників та дозволили їм пройти.
12 червня 2020 року, відповідно до розпорядження Кабінету Міністрів України № 724-р «Про визначення адміністративних центрів та затвердження територій територіальних громад Тернопільської області», увійшло до складу Почаївської міської громади.
19 липня 2020 року, в результаті адміністративно-територіальної реформи та ліквідації Кременецького (1940-2020) району, село увійшло до складу новоутвореного Кременецького району.

## Населення
За даними перепису населення 2001 року мовний склад населення села був таким:
| Мова       | Число ос. | Відсоток |
| ---------- | --------- | -------- |
| українська |           | 97,75    |
| російська  |           | 2,25     |

## Пам'ятки

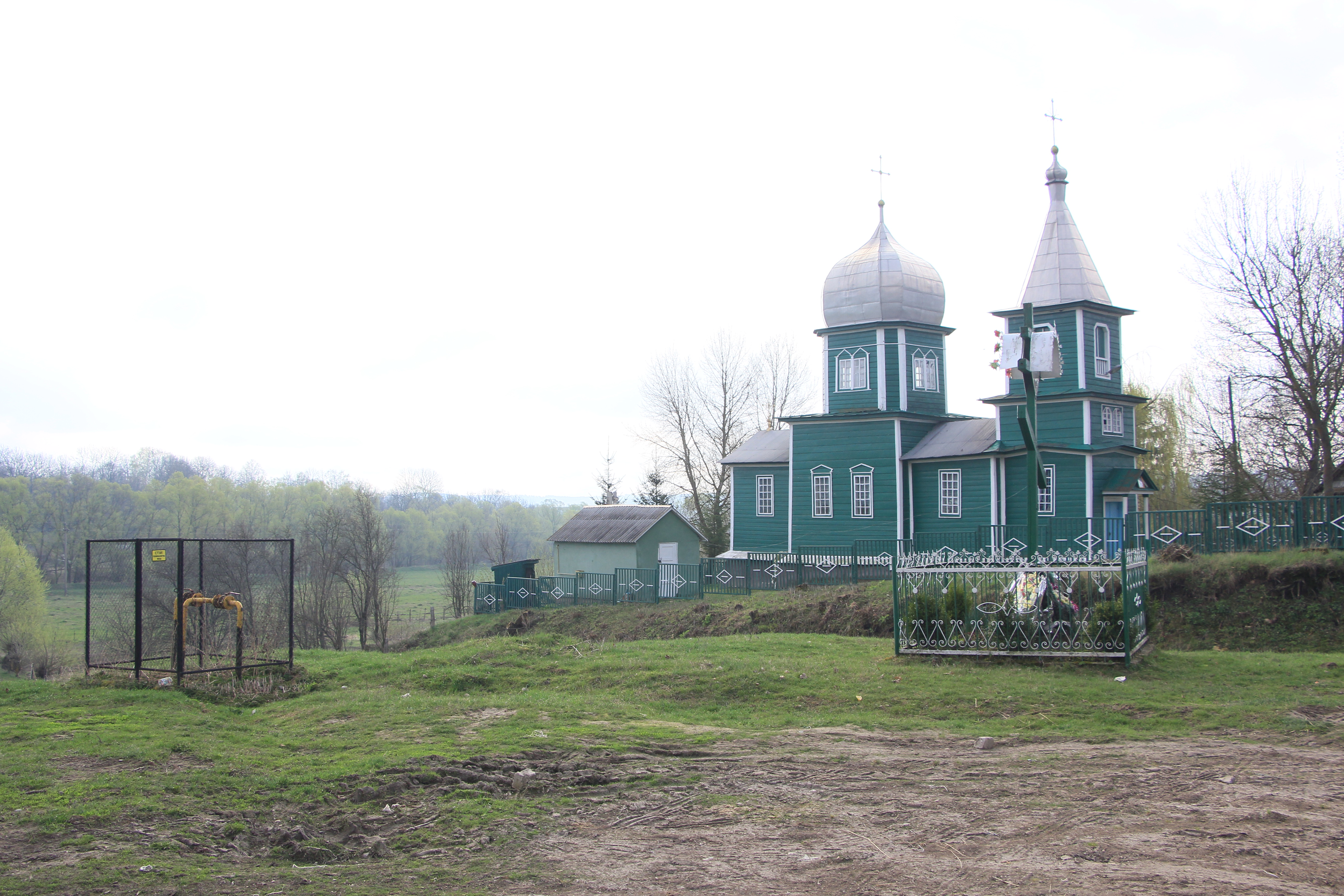
Дерев'яна церква

Є дерев'яна церква апостола і євангеліста Іоанна Богослова (1753).

## Пам'ятники
Встановлено пам'ятний знак полеглим у німецько-радянській війні воїнам-односельцям (1990).

## Соціальна сфера
Діє загальноосвітня школа І ступеня.

## Галерея

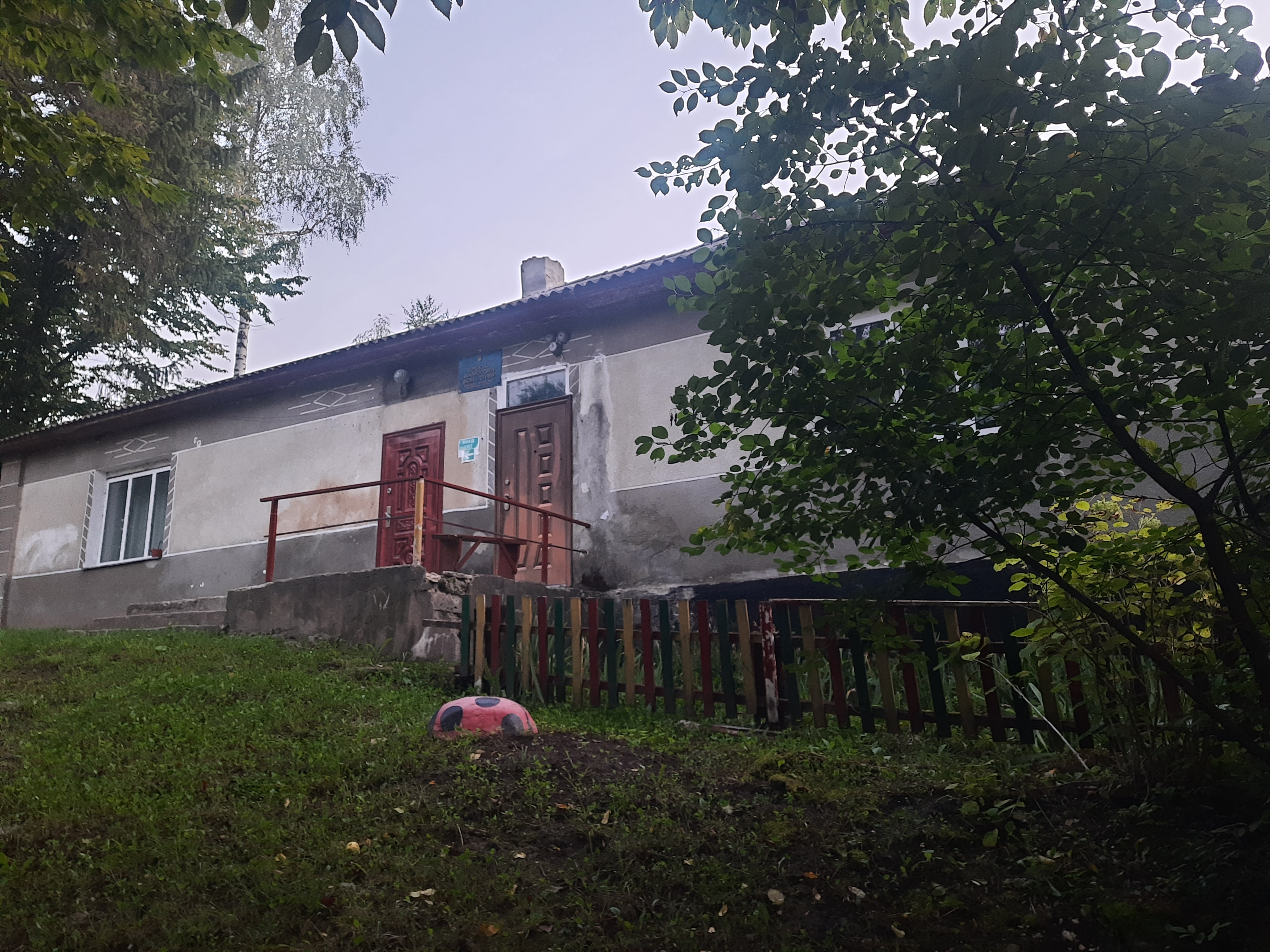
Школа
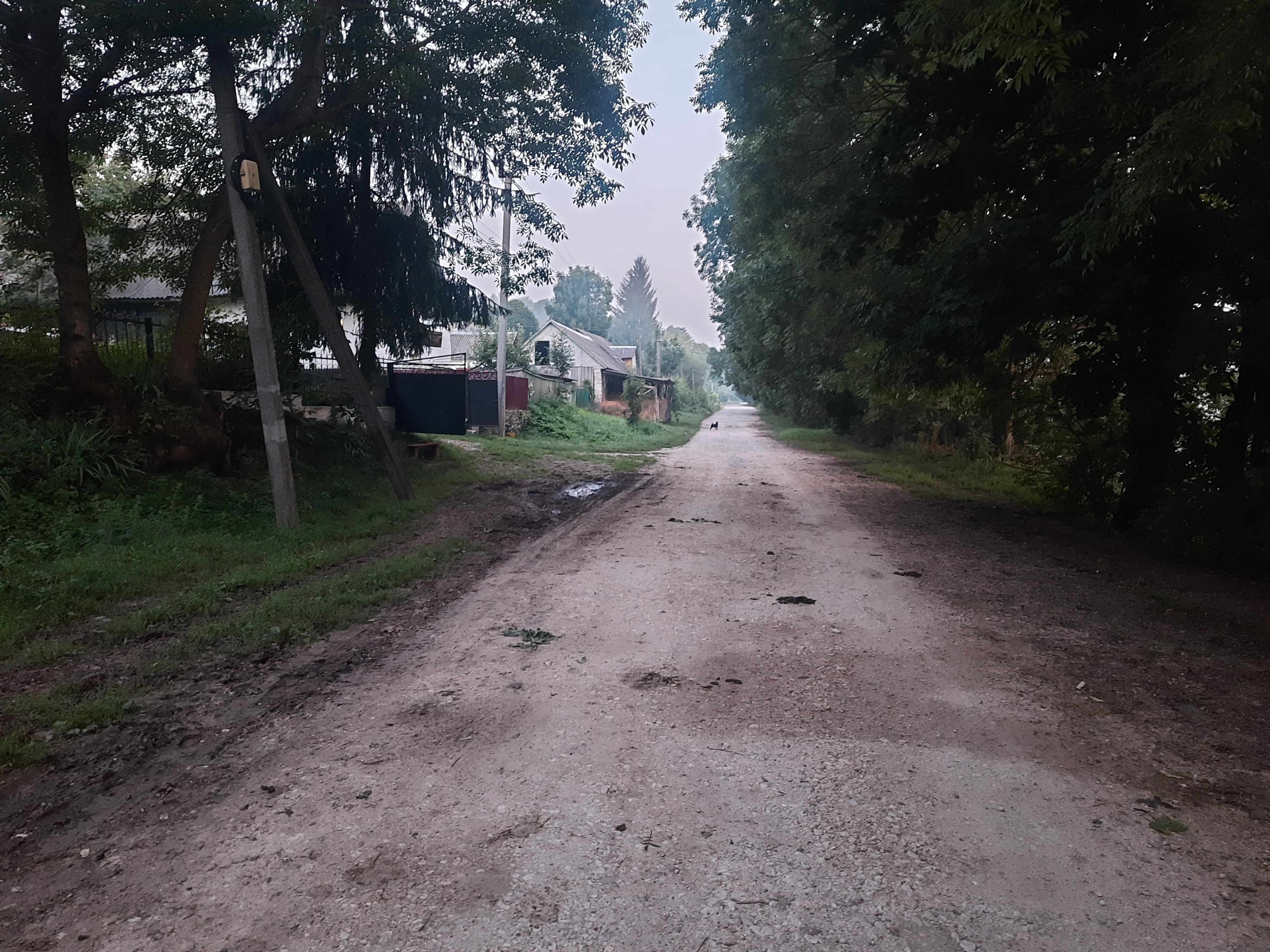
Сільська вулиця
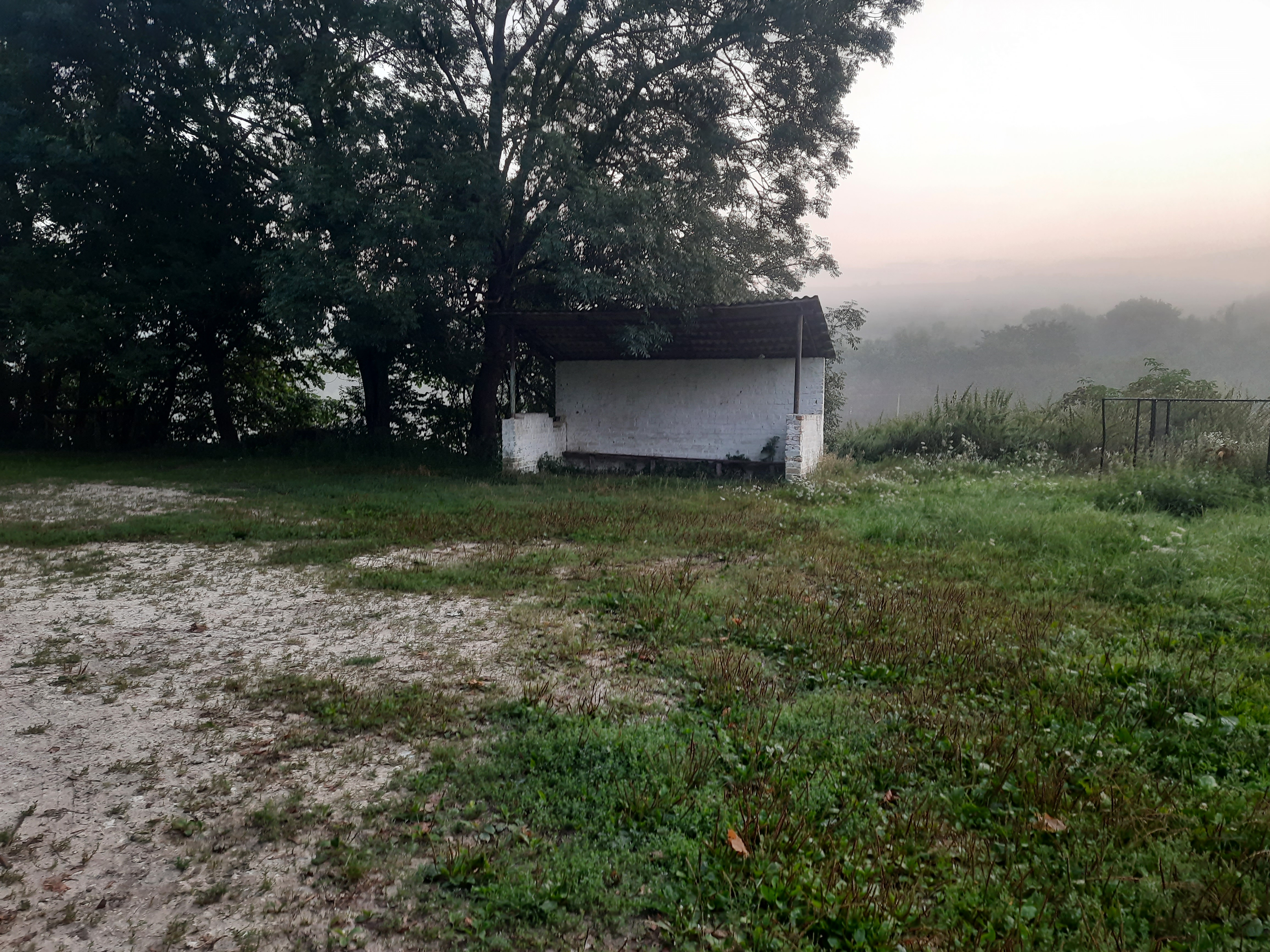
Автобусна зупинка
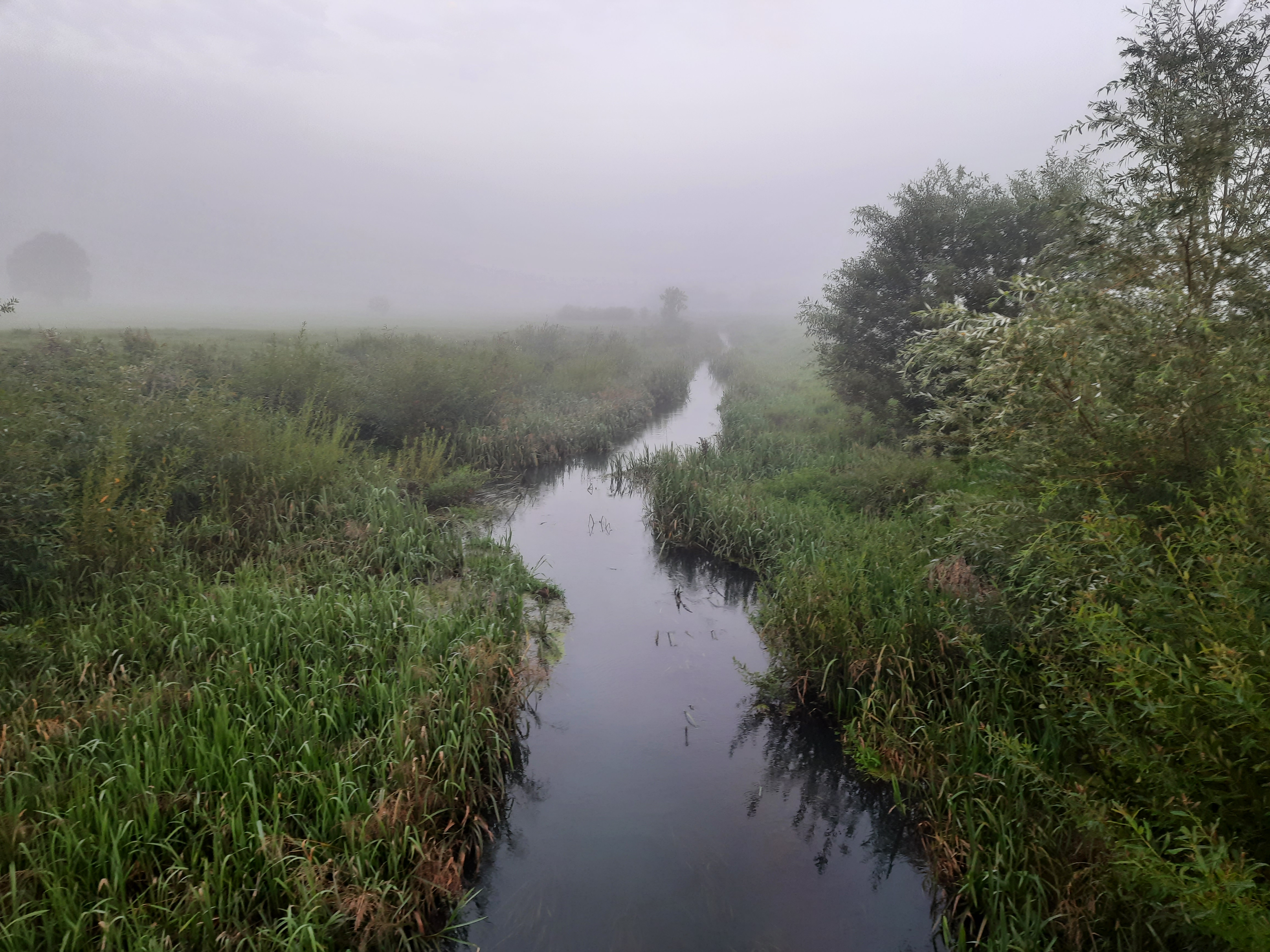
Річка Іква біля села